# Белкарагайський сільський округ
Белкарага́йський сільський округ (каз. Белқарағай ауылдық округі, рос. Белкарагайский сельский округ) — адміністративна одиниця у складі Катон-Карагайського району Східноказахстанської області Казахстану. Адміністративний центр — село Белкарагай.
Населення — 1059 осіб (2021; 1698 у 2009, 2485 у 1999, 2828 у 1989).
Станом на 1989 рік існувала Медведська сільська рада (села Медведка, Орнек, Согорне, Топкайин).

## Склад
До складу округу входять такі населені пункти:
| Населений пункт  | Старі назви | Населення, осіб (1989) | Населення, осіб (1999) | Населення, осіб (2009) | Населення, осіб (2021) |
| ---------------- | ----------- | ---------------------- | ---------------------- | ---------------------- | ---------------------- |
| Белкарагай, село | Медведка    | 1259                   | 1047                   | 608                    | 479                    |
| Орнек, село      | -           | 228                    | 232                    | 163                    | 101                    |
| Согорне, село    | -           | 383                    | 295                    | 171                    | 67                     |
| Топкаїн, село    | Топкайин    | 958                    | 911                    | 756                    | 412                    |